# Lüder
Lüder település Németországban, azon belül Alsó-Szászország tartományban. Lakosainak száma 1234 fő (2023. december 31.). Lüder Obernholz és Sprakensehl községekkel határos.

## Népesség
A település népességének változása:
| Lakosok száma | 1248 | 1260 | 1256 | 1266 | 1255 | 1240 | 1234 |
|               | 2014 | 2016 | 2017 | 2019 | 2021 | 2022 | 2023 |